# Borna Barišić
Borna Barišić (Osijek, 10. studenog 1992.) hrvatski je nogometni reprezentativac koji igra na poziciji braniča. Trenutačno igra za Trabzonspor.

## Klupska karijera
Borna Barišić se kao rođeni Osječanin, 2003. godine, pridružuje omladinskom pogonu Osijeka u kojem je proveo osam godina. Seniorsku karijeru je započeo u obližnjem klubu, NK BSK Bijelom Brdu.

### Osijek
Nakon jedne sezone odigrane u Bijelom Brdu, Barišić se vraća u Osijek. Za prvu momčad debitira 12. srpnja 2013. u porazu 3:1 protiv zagrebačkog Dinama. Prvi ligaški pogodak postiže 4. travnja 2014. protiv zagrebačke Lokomotive. Za Osijek je u prvom navratu nastupio 49 puta i postigao 3 pogotka.

### Dinamo i Lokomotiva
U redove prvaka, Borna je stigao 11. svibnja 2015. godine i stavio potpis na petogodišnji ugovor. Za Dinamo je debitirao 19. srpnja 2015. protiv svog prethodnog kluba, Osijeka. U kolovozu iste godine, Barišić je završio na posudbi u Lokomotivi, za koju je nastupio 19 puta i upisao dvije asistencije.

### Povratak u Osijek
Nakon kratkog boravka u Zagrebu, 14. lipnja 2016. Barišić se pristaje vratiti u svoj matični klub. Povratnički nastup upisao je 23. srpnja 2016. u pobjedi protiv Intera iz Zaprešića. Za Osijek je u drugom navratu nastupio 55 puta i postigao 2 pogotka.

### Rangers
Barišić se sa svojim novim klubom susreo u 2. pretkolu Europske lige, gdje je s Osijekom pružio odlične partije i privukao pažnju trenera škotskog velikana, Steven Gerrarda. Rangers je u dvije utakmice teškom mukom prošao Osijek ukupnim rezulatom 2:1. Borna je 7. kolovoza 2018. godine s Rangersom potpisao četverogodišnji ugovor.

## Reprezentativna karijera
Za hrvatsku nogometnu reprezentaciju debitirao je 11. siječnja 2017. godine na China Cupu, na kojem je Hrvatska nastupila s rezervnom momčadi. Prvi pogodak za reprezentaciju postigao je 21. ožujka 2019. u kvalifikacijama za Euro 2020. protiv Azerbajdžana.
Dana 9. studenoga 2022. izbornik Zlatko Dalić uvrstio je Barišića na popis igrača za Svjetsko prvenstvo 2022.

### Pogodci za reprezentaciju
| #  | Datum            | Stadion                            | Protivnik   | Gol za | Rezultat | Natjecanje                  |
| -- | ---------------- | ---------------------------------- | ----------- | ------ | -------- | --------------------------- |
| 1. | 21. ožujka 2019. | Stadion Maksimir, Zagreb, Hrvatska | Azerbajdžan | 1:1    | 2:1      | Kvalifikacije za Euro 2020. |

## Priznanja

### Individualna
- Član momčadi godine prema izboru PFA Scotlanda: 2020./21. (Škotski Premiership)[8]
- 2024. Odlukom predsjednik Republike Hrvatske Zorana Milanovića odlikovan je Redom Danice hrvatske s likom Franje Bučara: "Za izniman uspjeh hrvatske nogometne reprezentacije, doprinos sportu i međunarodnom ugledu Republike Hrvatske te osvajanju 3. mjesta na 22. Svjetskom nogometnom prvenstvu u Državi Katru" [9]

### Klupska
Dinamo Zagreb
- 1. HNL: 2015./16.

Rangers
- Škotski Premiership: 2020./21.[10]
- Finalist Škotskog Liga kupa: 2019./20.[11]
- Finalist UEFA Europske lige: 2021./22.

### Reprezentativna
Hrvatska
- Svjetsko prvenstvo: 2022. (3. mjesto)[12]
- UEFA Liga nacija (2. mjesto): 2022./23.

## Vanjske poveznice
- Profil, Hrvatski nogometni savez
- Profil, Transfermarkt (engl.)